# Lijst van Vlaamse ministers van Landbouw
Dit is een lijst van ministers van Landbouw en Plattelandsbeleid in de Vlaamse regering. 
In 2001 werd de bevoegdheid 'Landbouw', via de vijfde staatshervorming (het Lambermontakkoord), deels geregionaliseerd. Anno 2022 is er dus zowel een Vlaamse als Belgische minister van Landbouw. De Vlaamse ministers zijn eveneens bevoegd voor de zeevisserij. Enkel Vlaams minister Jo Brouns (2022-heden) was niet bevoegd voor de zeevisserij tijdens zijn ministerschap.

## Lijst
| Nr. | Minister | Minister                   | Partij | Partij         | Begin            | Einde            | Regering(en)          | Bevoegdheid                                                                         |
| --- | -------- | -------------------------- | ------ | -------------- | ---------------- | ---------------- | --------------------- | ----------------------------------------------------------------------------------- |
| 1   |          | Paul Akkermans (1923-2007) |        | CVP            | 22 december 1981 | 10 december 1985 | Geens I               | Landbouw                                                                            |
| 2   |          | Eric Van Rompuy (1949)     |        | CVP            | 20 juni 1995     | 13 juli 1999     | Van den Brande IV     | Landbouw                                                                            |
| 3   |          | Vera Dua (1952)            |        | Agalev         | 13 juli 1999     | 23 mei 2003      | Dewael                | Landbouw                                                                            |
| 4   |          | Ludo Sannen (1954)         |        | Agalev/ Groen! | 23 mei 2003      | 18 februari 2004 | Dewael, Somers        | Landbouw                                                                            |
| 5   |          | Jef Tavernier (1951)       |        | Groen!         | 18 februari 2004 | 20 juli 2004     | Somers                | Landbouw                                                                            |
| 6   |          | Yves Leterme (1960)        |        | CD&V           | 20 juli 2004     | 27 juni 2007     | Leterme               | Landbouw, Zeevisserij, Havens en Plattelandsbeleid                                  |
| 7   |          | Kris Peeters (1962)        |        | CD&V           | 27 juni 2007     | 25 juli 2014     | Peeters I, II         | Landbouw, Zeevisserij en Havens en Plattelandsbeleid/ Landbouw en Plattelandsbeleid |
| 8   |          | Joke Schauvliege (1970)    |        | CD&V           | 25 juli 2014     | 5 februari 2019  | Bourgeois             | Landbouw                                                                            |
| 9   |          | Koen Van den Heuvel (1964) |        | CD&V           | 6 februari 2019  | 2 oktober 2019   | Bourgeois, Homans     | Landbouw                                                                            |
| 10  |          | Hilde Crevits (1967)       |        | CD&V           | 2 oktober 2019   | 18 mei 2022      | Jambon                | Landbouw                                                                            |
| 11  |          | Jo Brouns (1975)           |        | CD&V           | 18 mei 2022      | heden            | Jambon en Diependaele | Landbouw                                                                            |